# Elachiptera
Elachiptera là một chi ruồi trong họ Chloropidae.